# فرانسیسکو خاویر برمجو
فرانسیسکو خاویر برمجو (انگلیسی: Francisco Javier Bermejo؛ زادهٔ ۹ مارس ۱۹۵۵) بازیکن فوتبال اهل اسپانیا است.
از باشگاه‌هایی که در آن بازی کرده‌است می‌توان به باشگاه فوتبال اتلتیکو مادرید اشاره کرد.
وی همچنین در تیم ملی فوتبال اسپانیا بازی کرده‌است.